# Bernhard Bordollo

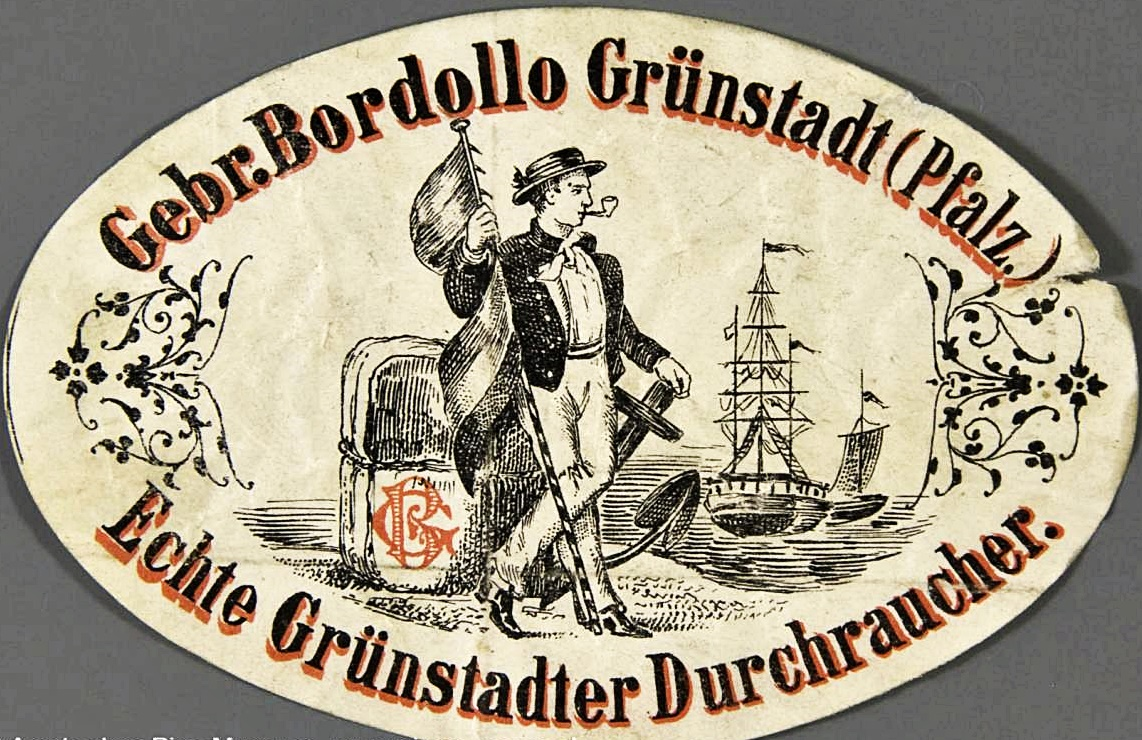
Reklameschild der Steingutfabrik Gebrüder Bordollo

Bernhard Bordollo (* 1775 in Grünstadt, Pfalz; † 27. August 1840 ebenda) war ein Unternehmer und Bürgermeister in Grünstadt. Von 1812 bis 1835 betrieb er die Steingutfabrik Grünstadt.

## Leben und Wirken
Die aus Italien eingewanderte Familie Bordollo wurde mit dem Händler Lorenz Bordollo ab 1720 in Grünstadt ansässig. Er ist  der Ahnherr des Grünstadter Familienzweigs und stammte angeblich aus der Gegend des Comer Sees. Bernhard Bordollo war das Kind von Joseph Anton Bordollo und seiner Ehefrau Katharina geb. Nizola. Er hatte den jüngeren Bruder Wilhelm Bordollo (1779–1822), ebenfalls Unternehmer und Bürgermeister in Grünstadt.
Bernhard Bordollo ehelichte 1806 Magdalena Müller aus Bensheim. Der Bruder Wilhelm Bordollo heiratete 1807 Eva Katharina Franziska Didier (1786–1847) aus Kaiserslautern, Tochter des dortigen Hüttenwerksbesitzers Franz Didier und seiner Frau Elisabeth geb. Jacquemare. Letztere war die Schwester von Anna Margaretha Jacquemare (1767–1833), Witwe von Johann Nepomuk van Recum († 1801), dem Gründer der Steingutfabrik Grünstadt.
Von ihr und ihren Söhnen kauften die Brüder Wilhelm und Bernhard Bordollo am 3. Mai 1812 die im Schloß Unterhof angesiedelte Grünstadter Steingutfabrik und entwickelten sie zu einem bedeutenden Unternehmen, das erst 1980 aufhörte zu existieren; 1927 schied mit Joseph Anton Bordollo (1852–1935) das letzte Familienmitglied aus der Firma aus.
Wie bereits zuvor der 1822 verstorbene Bruder Wilhelm, amtierte auch Bernhard Bordollo 1825 bis 1834 als Bürgermeister von Grünstadt. In dieser Eigenschaft empfing er, anlässlich eines Pfalzbesuchs, am 14. Juni 1829, König Ludwig I. von Bayern und seine Gattin Königin Therese, am nördlichen Ortseingang von Grünstadt. Er hielt eine Begrüßungsansprache und begleitete den König auch zum Mittagessen in der Gaststätte Jakobslust. Der zeitgenössische Bericht vermerkt ausdrücklich, dass sich der Monarch bei Bernhard Bordollo nach dem  Gedeihen seiner Steingutfabrik erkundigte und sich die Königin eine dort produzierte Tasse als Geschenk erbat. Am 24. September des Jahres ernannte ihn der König, zusammen mit zwei weiteren Personen, zu einem Scholarchen der Stadt, womit er in staatlichem Auftrag die Aufsicht über die hiesigen Schulen führte.
Bernhard Bordollo blieb Bürgermeister bis 1834, 1835 schied er aus der Steingutfabrik aus und starb 1840.